# Tapinoma danitschi
Tapinoma danitschi este o specie de furnici din genul Tapinoma. Descrisă de Forel în 1915, specia este endemică în Africa de Sud.